# Маллікен (Мічиган)
Маллікен (англ. Mulliken) — селище (англ. village) в США, в окрузі Ітон штату Мічиган. Населення — 525 осіб (2020).

## Географія
Маллікен розташований за координатами 42°45′47″ пн. ш. 84°53′47″ зх. д. / 42.76306° пн. ш. 84.89639° зх. д. (42.763008, -84.896370).  За даними Бюро перепису населення США в 2010 році селище мало площу 2,70 км², уся площа — суходіл.

## Демографія
Згідно з переписом 2010 року, у селищі мешкали 553 особи в 202 домогосподарствах у складі 156 родин. Густота населення становила 205 осіб/км².  Було 223 помешкання (83/км²).
Расовий склад населення:
| - 96,6 % — білих - 0,2 % — корінних американців |

До двох чи більше рас належало 2,4 %. Частка іспаномовних становила 3,1 % від усіх жителів.
За віковим діапазоном населення розподілялося таким чином: 24,8 % — особи молодші 18 років, 66,7 % — особи у віці 18—64 років, 8,5 % — особи у віці 65 років та старші. Медіана віку мешканця становила 35,3 року. На 100 осіб жіночої статі у селищі припадало 110,3 чоловіків;  на 100 жінок у віці від 18 років та старших — 111,2 чоловіків також старших 18 років.
Середній дохід на одне домашнє господарство  становив 57 135 доларів США (медіана — 58 000), а середній дохід на одну сім'ю — 60 966 доларів (медіана — 63 611). Медіана доходів становила 45 417 доларів для чоловіків та 42 404 долари для жінок. За межею бідності перебувало 15,0 % осіб, у тому числі 27,3 % дітей у віці до 18 років та 0,0 % осіб у віці 65 років та старших.
Цивільне працевлаштоване населення становило 250 осіб. Основні галузі зайнятості: виробництво — 19,6 %, освіта, охорона здоров'я та соціальна допомога — 15,2 %, мистецтво, розваги та відпочинок — 14,4 %.